# Wielki głód na Ukrainie
     >25%
     20%-25%
     15%-20%
     0%-15%
     0%

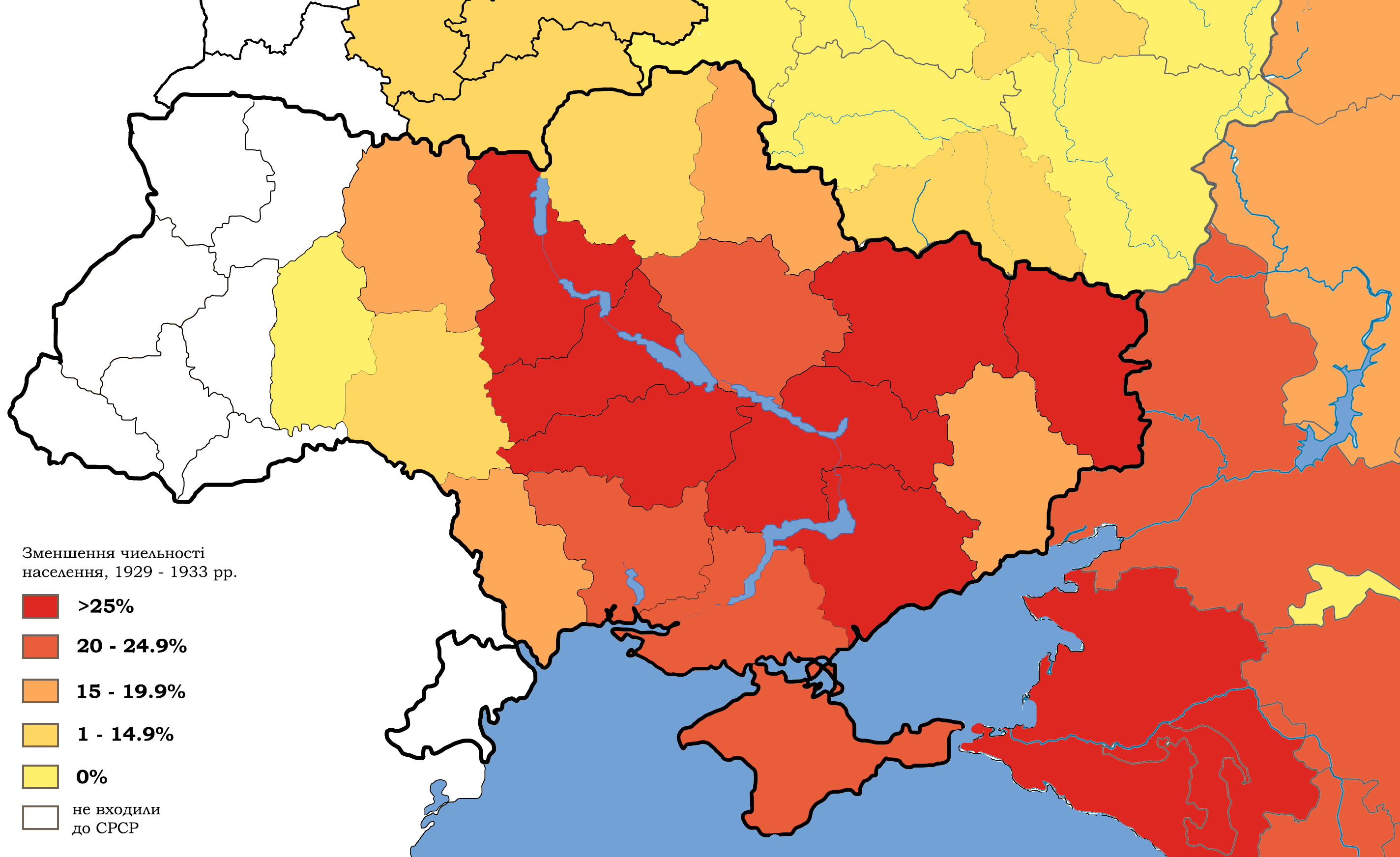
Mapa depopulacji – strat ludzkich w wyniku Wielkiego głodu
>25%
20%-25%
15%-20%
0%-15%
0%

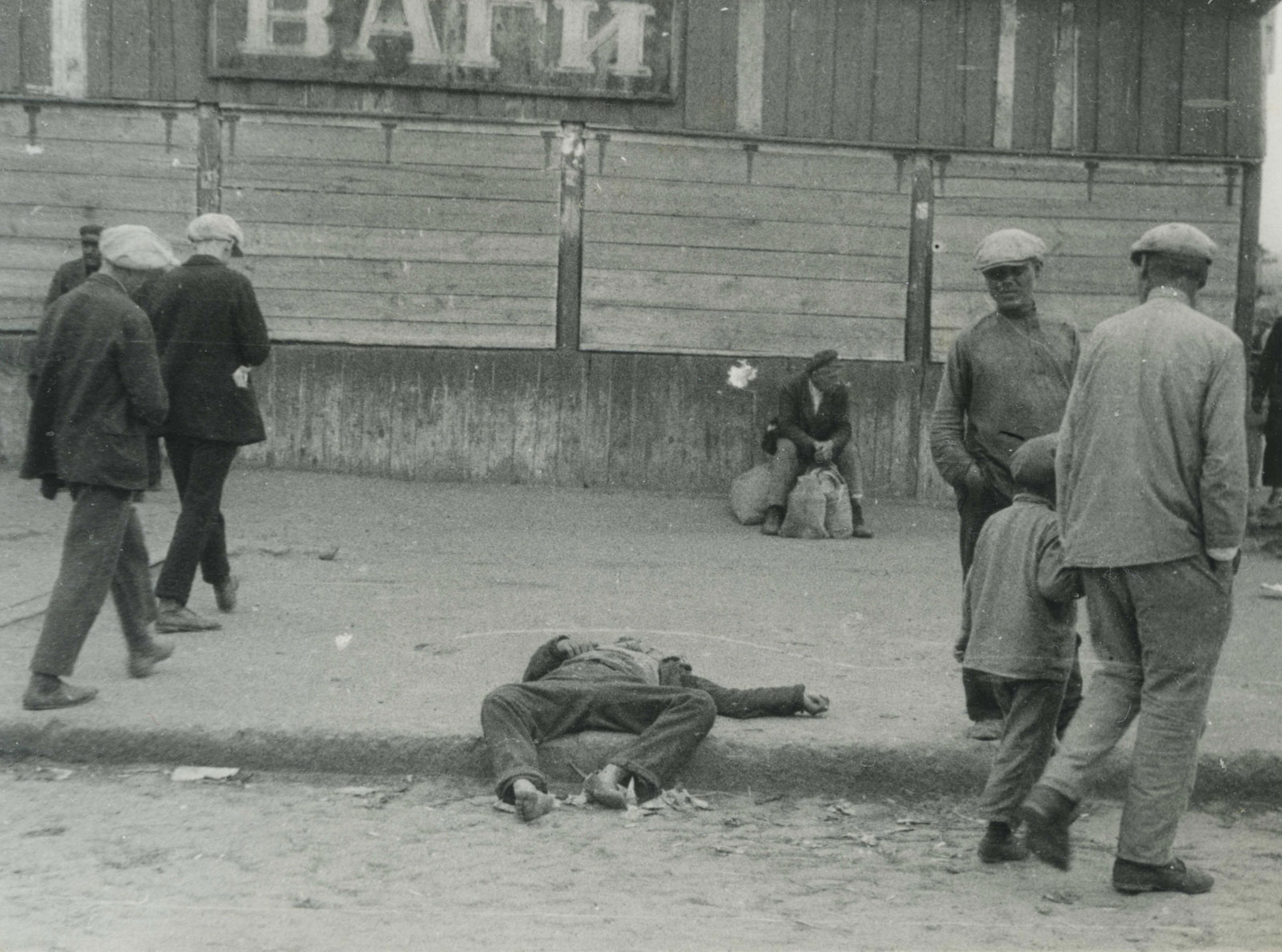
Ulica w Charkowie w 1932, przechodnie mijają zmarłych z głodu ludzi. Fot. Alexander Wienerberger

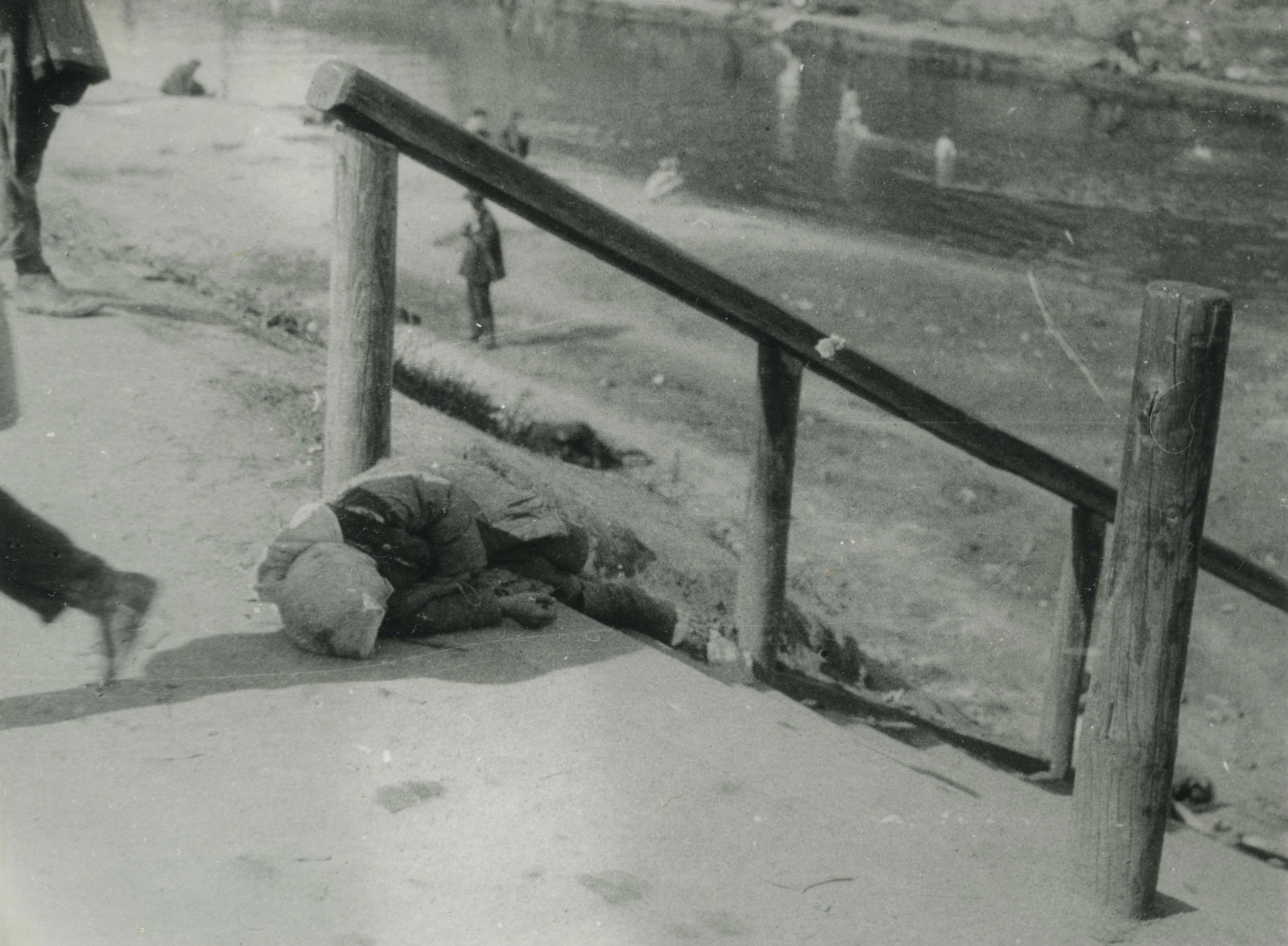
Dziecko zmarłe na ulicy w Charkowie 1932. Fot. Alexander Wienerberger

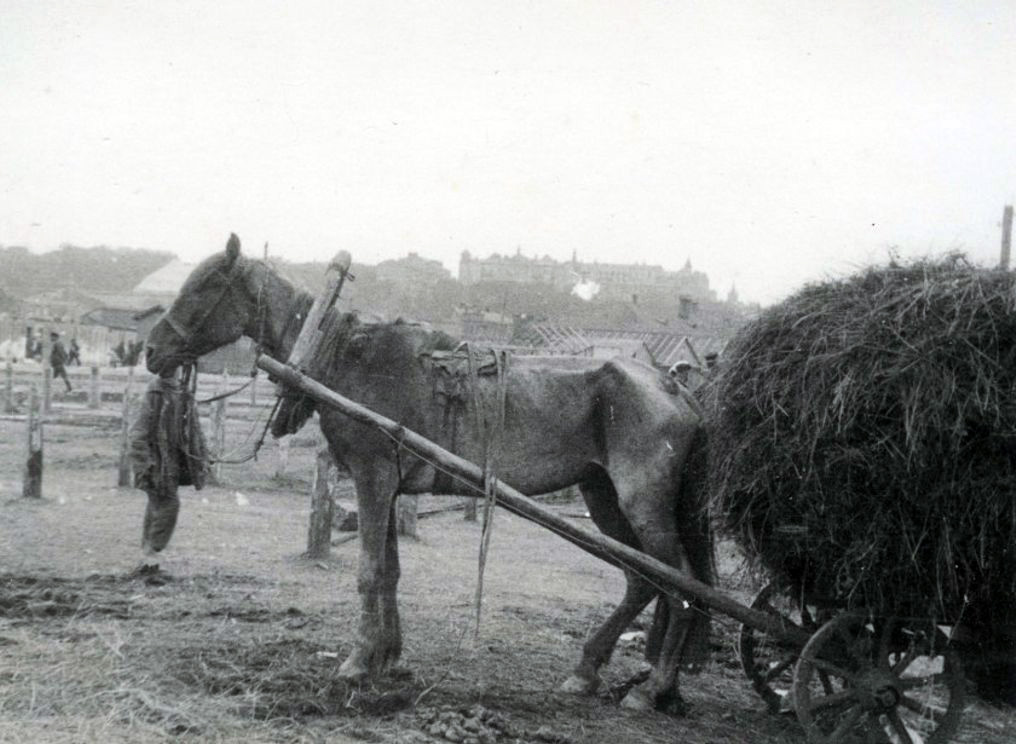
Koń w czasach głodu 1933

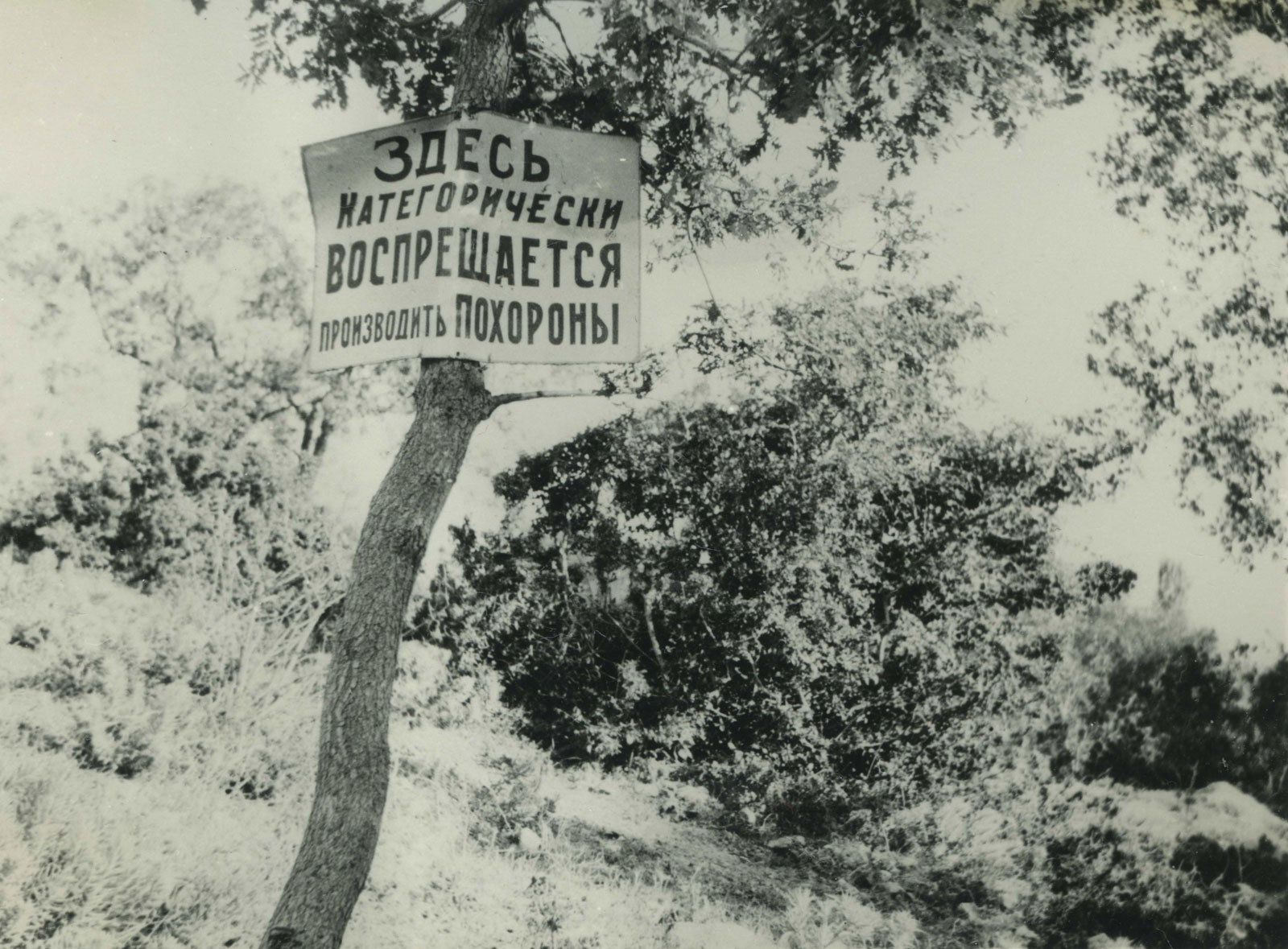
Napis: Tu kategorycznie zabrania się pochówku ludzi – Charków 1933. Fot. Alexander Wienerberger

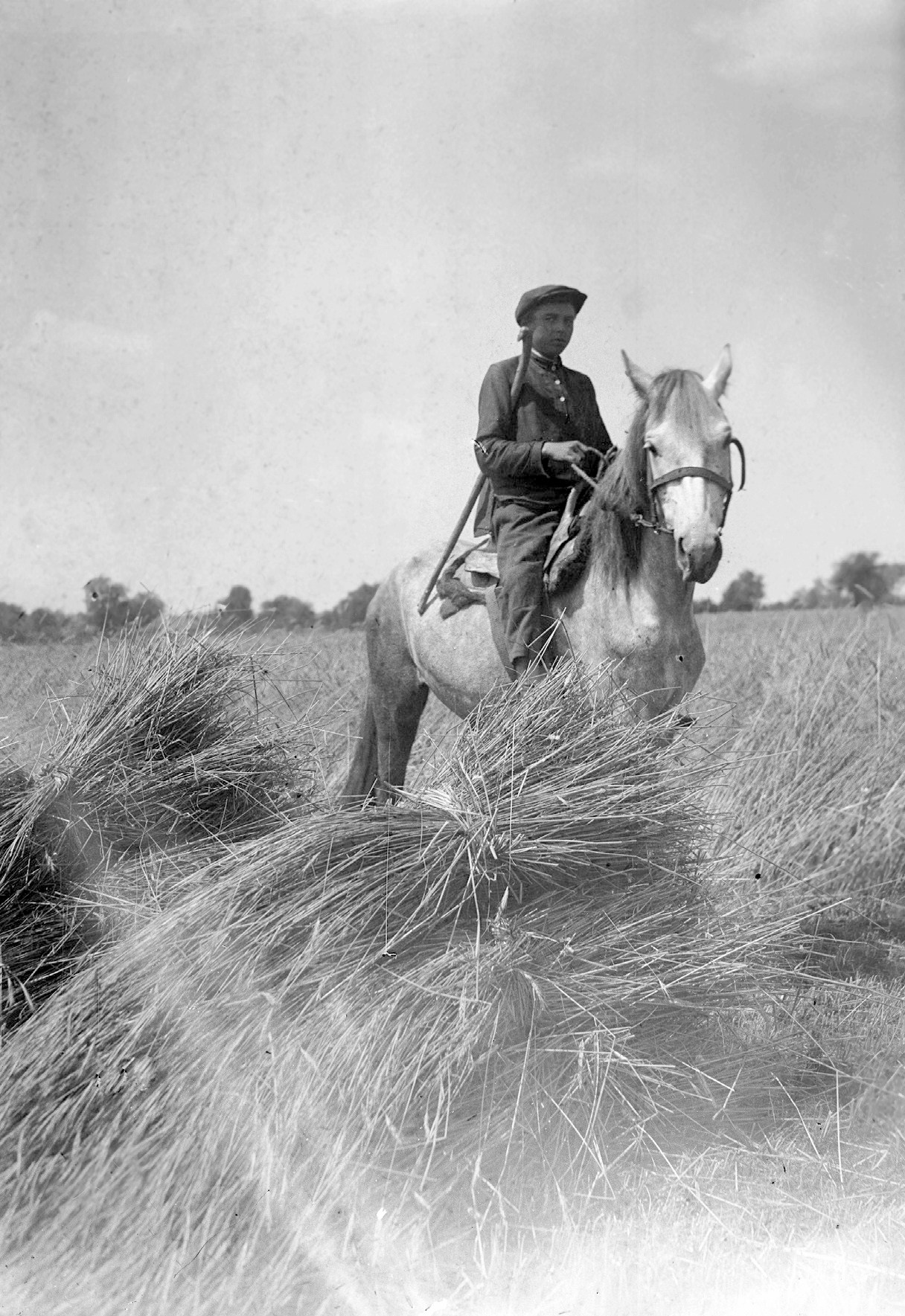
Uzbrojona ochrona pól kołchozowych, rejon Połtawy 1932

Wielki głód na Ukrainie, Hołodomor (ukr. Голодомор, dosł. „zamorzenie głodem”) – wywołana sztucznie przez komunistyczne władze ZSRR klęska głodu w latach 1932–1933, która szczególne nasilenie przybrała na terytorium ówczesnej Ukraińskiej SRR (dzisiejsza Ukraina wschodnia i centralna).
Działania, które wywołały masowy głód, wynikały ze sprzeciwu ludności wsi Ukraińskiej SRR wobec kolektywizacji rolnictwa i ściągania obowiązkowych, nieodpłatnych dostaw produktów rolnych w wymiarze przekraczającym możliwości produkcyjne wsi. Polityka ta została wprowadzona na przełomie 1929/1930 przez kierownictwo WKP(b) i władze ZSRR. Wymuszana była siłą, z użyciem zwartych oddziałów OGPU i Armii Czerwonej i stosowaniem drakońskich kar. W rezultacie zginęły miliony Ukraińców. Różne źródła podają, że liczba ofiar na samej Ukrainie wynosiła od ponad 3 do 10 milionów.
Głód wywołany przymusową kolektywizacją spowodował również wiele ofiar poza Ukrainą – na Kubaniu (który wówczas był przeważnie ukraińskojęzyczny), Powołżu, Zachodniej Syberii i w Kazachstanie. Nie ulega jednak wątpliwości, że Ukraina zajmowała szczególne miejsce na mapie głodu – miał tam największe rozmiary i pochłonął najwięcej ofiar. Niektóre represje (jak zakaz wyjazdu poza granice republiki w ucieczce przed głodem) dotyczyły wyłącznie chłopów z Ukrainy i Kubania.

Nikt z badaczy głodu nie ma wątpliwości, że głód z lat 1932–1933 na Ukrainie był sztuczny. Istnieje natomiast różnica zdań na temat tego, czy była to przede wszystkim antyukraińska (zaplanowana) akcja kierownictwa stalinowskiego, czy też głód był konsekwencją bolszewickiej zbrodniczej polityki, gdzie nie może być mowy o jakimkolwiek podłożu narodowościowym.

Pamięć o ofiarach Hołodomoru jest podtrzymywana przez władze niepodległej Ukrainy. W XXI w. ukraiński sąd uznał przywódców ZSRR za winnych zbrodni ludobójstwa. Wielki Głód został tak oceniony przez Rafała Lemkina, twórcę pojęcia ludobójstwa, a także szereg państw, w tym niepodległą Ukrainę, Polskę i Stany Zjednoczone. Rosja natomiast nie zgadza się z taką kwalifikacją prawną.

## Przebieg
Powodem głodu była prowadzona od 1930 roku przymusowa kolektywizacja rolnictwa w ZSRR, która powodowała chaos na wsi: niszczenie przez aktywistów dobytku chłopów, wyprzedawanie i zarzynanie koni w obawie przed ich konfiskatą, powstrzymywanie się od prac polowych. Władze oskarżały kułaków o agitację przeciwko kołchozom oraz o sabotaż, a jednocześnie błędnie spodziewały się, że w wyniku kolektywizacji produkcja rolna wzrośnie – na planach eksportu płodów rolnych opierały swoje plany industrializacyjne. Władze utrzymywały i być może uważały, że załamanie skupu zboża jest wynikiem ukrywania plonów przez chłopów i mimo próśb władz lokalnych nie obniżały wymaganych kontyngentów dostaw.
18 listopada 1932 roku władze sowieckie nakazały chłopom w Ukraińskiej SRR zwrot zaliczek ziarna uzyskanych przy wykonywaniu planów dostaw. 20 listopada ustanowiono kontyngenty mięsne: chłopi, którzy nie byli w stanie wyrobić norm dostaw ziarna, mieli oddać je w formie żywego inwentarza. 28 listopada wprowadzono system „czarnych tablic”: wsie, które nie wykonały planów dostaw, miały oddać ich piętnastokrotną normę, co w praktyce oznaczało zamienienie tych wsi w strefy śmierci. 24 grudnia Stanisław Kosior, Stroganow i Aleksiejew polecili władzom lokalnym wywieźć w ciągu pięciu dni w poczet kontyngentu zbożowego ze wszystkich kołchozów, które nie wywiązały się z „chlebozagotowok” wszystkie bez wyjątku obecne tam rezerwy zbożowe, w tym i zboże przeznaczone na zasiewy. Wszystkich, którzy by sprzeciwiali się temu postanowieniu, w tym i komunistów, należało aresztować i oddawać pod sąd. Wszystkich przewodniczących kołchozów i inne osoby odpowiedzialne należało ostrzec, że jeżeli po upływie wskazanego terminu w ich kołchozach będą jakieś nie wywiezione, lub ukryte zapasy zbożowe, pociągnięci zostaną do odpowiedzialności karnej. W rezultacie lokalni działacze, wsparci przez wojska wewnętrzne OGPU i oddziały Armii Czerwonej prowadzili akcje szukania ukrytego zboża, które prowadziły do zabierania zboża przeznaczonego na siew, a także zapasów niezbędnych do wyżywienia rodzin chłopskich.

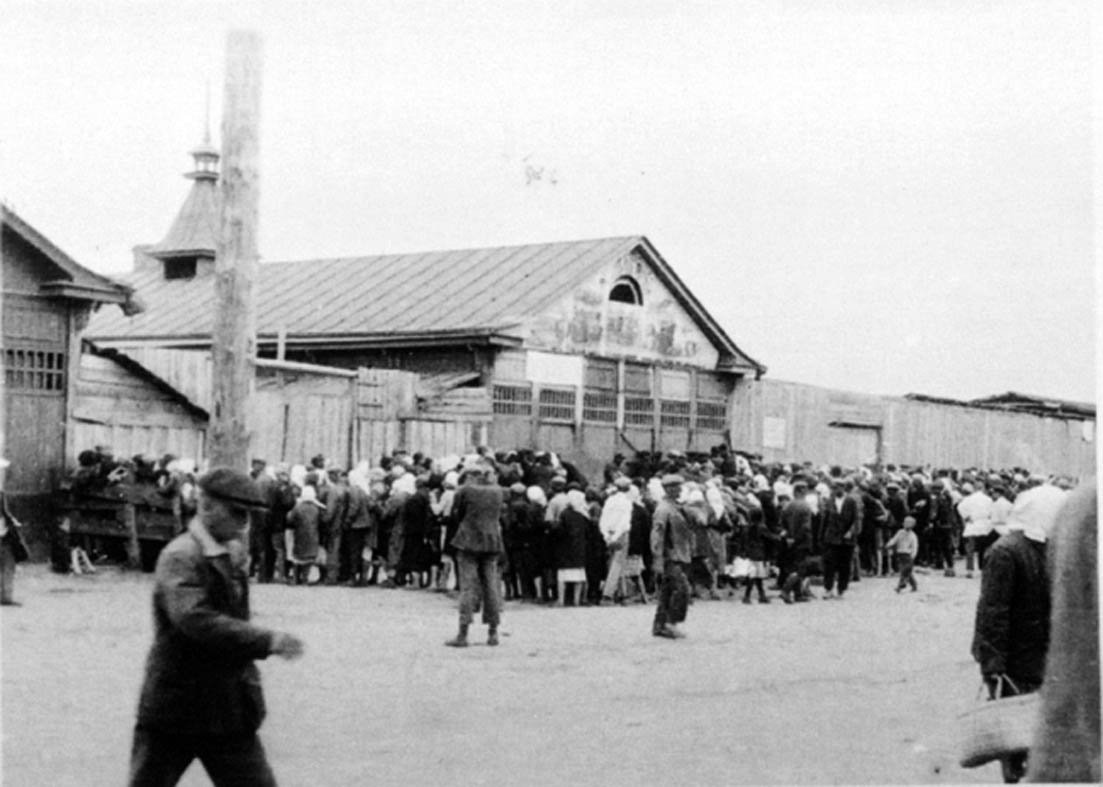
Kolejka po chleb za dewizy, Torgsin Charków 1932

Rolnicy umierali lub uciekali do miast, gdzie żywność można było kupić w specjalnych sklepach, torgsinach, za walutę, złoto, srebro lub inne kosztowności. Dla państwa określającego się mianem kraju robotników i chłopów torgsiny okazały się doskonałym interesem. Dwa torgsiny w Charkowie w okresie od stycznia do lutego 1932 roku przyjęły od ludzi 374 kg złota o wartości 294 tys. rubli. W miarę nasilania się głodu powstawało ich coraz więcej. W styczniu 1932 roku takie sklepy były w ośmiu ukraińskich miastach, w maju 1932 r. było ich już 26, a jesienią – 50 w 36 miastach. Liczba torgsinów zwiększyła się do 263 w najbardziej "głodnym" roku 1933.
Władze ZSRR, by poradzić sobie z masowym opuszczaniem wsi przez chłopów, 27 grudnia 1932 roku wprowadziły paszporty wewnętrzne (dokumenty tożsamości). Nieposiadający takiego dokumentu nie mógł przebywać poza miejscem zamieszkania pod groźbą kary administracyjnej obozu koncentracyjnego w strukturze Gułagu. Ludność wiejska nie miała faktycznie prawa do paszportów, a w konsekwencji nie mogła opuścić wsi. Wydanie paszportu (dowodu osobistego) było bowiem decyzją szefa kołchozu lub sowchozu, a dokumenty tożsamości były przechowywane przez administrację (kołchozową lub sowchozową). Stan taki utrzymał się aż do 1974 r. Restrykcje te nie mogły całkowicie zatrzymać głodujących chłopów na wsi. Jednak bardzo niewielki odsetek, tych, którzy przedostali się nielegalnie do miast, mógł poprawić swój los. Nie mogąc znaleźć pracy lub kupić albo ewentualnie wyżebrać trochę chleba, rolnicy umierali na ulicach Charkowa, Kijowa, Dniepropetrowska, Połtawy, Winnicy, Humania i innych większych miast Ukrainy.
Dla tych, którzy zostawali na wsi, częstokroć jedynym miejscem, gdzie można było coś znaleźć do jedzenia było pole kołchozowe. Jednak zerwanie tam choćby kłosa było przestępstwem przeciwko ZSRR. Mołotow i Kaganowicz na rozkaz Stalina opracowali dekret „O ochronie mienia przedsiębiorstw państwowych, kołchozów, spółdzielni oraz wzmocnieniu własności społecznej”. Opublikowany 7 sierpnia 1932 r. nazywany był potocznie prawem pięciu kłosów, gdyż za zerwanie takiej liczby groziły kara śmierci lub 10 lat łagru. Skazani nie mogli liczyć na amnestię. W ciągu półtora roku skazano ponad 125 tysięcy osób.
W czasie Hołodomoru niektórzy posuwali się do aktów kanibalizmu. W trakcie głodzenia w organizmie człowieka przeważa katabolizm nad anabolizmem białka. Człowiek wpada w letarg, jest otępiały. Dochodzi do ostrych zaburzeń umysłowych, mogą pojawić się omamy. Jednym z takich przykładów jest sprawa Kseni Bołotnikowej, mieszkanki wsi Sofijówka, która z powodu głodu zaczęła puchnąć. Z powodu braku żywności, braku pomocy z jakiejkolwiek strony, mając na utrzymaniu jeszcze syna, zabiła swoją córkę, podrzynając jej gardło. Po zabójstwie położyła jej ciało na ławce, przykryła i poszła spać. Następnego dnia odcięła dziewczynce głowę i włożyła do kotła. Pozostałą część ciała pokroiła na kawałki i zakopała w gnoju.

## Liczba ofiar
Według różnych szacunków Hołodomor spowodował śmierć około 6–10 milionów ludzi, z czego minimum 3,3 miliona na terytorium Ukraińskiej SRR. W latach 1921–1947 wskutek trzech klęsk głodu (w 1921–1923, 1932–1933 i 1946–1947) życie straciło około 10 milionów mieszkańców Ukrainy.
W 2013 roku Instytut Demografii i Badań Społecznych Narodowej Akademii Nauk Ukrainy przeprowadził międzynarodową konferencję naukową „Głód na Ukrainie w pierwszej połowie XX stulecia: przyczyny i skutki (1921–1923, 1932–1933, 1946–1947)”, gdzie przedstawiono wyniki szacunków strat demograficznych w wyniku Wielkiego Głodu z lat 1932–1933. Ustalono, że nadmierna liczba zgonów ludności Ukrainy wyniosła 3 mln 917,8 tys. osób, a Rosji – 4 mln 519,8 tys. (w tym Kazachstanu, który wówczas wchodził w skład ZSRR, – 1 mln 258,2 tys.). Łącznie na terenie ZSRR – 8 mln 731,9 tys.
W 2016 roku przeprowadzono alternatywną Międzynarodową Konferencję Naukową „Hołodomor 1932–1933. Straty narodu ukraińskiego”. Celem konferencji było podważenie opinii ekspertów Instytutu Demografii i Badań Społecznych Narodowej Akademii Nauk Ukrainy. Konferencja wykazała, że istnieje jak dotychczas nierozwiązany problem oszacowania strat narodu ukraińskiego w wyniku Wielkiego Głodu 1932–1933. W kołach diaspory ukraińskiej powszechne są opinie oparte na dokumentach dyplomatów państw obcych oraz prace niektórych badaczy, iż liczba ofiar sięga od 7 do 10 mln osób. Przy nieobecności przedstawicieli tej instytucji podjęto uchwałę, że badania Instytutu Demografii i Badań Socjalnych są mylne, oraz że „trzeba liczyć jako naukowo udowodnione, że straty w wyniku Hołodomoru-ludobójstwa w latach 1932–1933 to co najmniej 7 mln w Ukraińskiej SRR oraz 3 mln na pozostałym terytorium ZSRR”.
Z kolei grono eksperckie Instytutu Demografii i Badań Społecznych Narodowej Akademii Nauk Ukrainy w 2017 roku potwierdziło ważność szacunków strat demograficznych populacji Ukrainy w wyniku Wielkiego Głodu z lat 1932–1933 na poziomie 3,9 mln osób, jak również szacunków łącznych strat ludności ZSRR na poziomie ponad 8,7 mln osób. Deklarowane przez polityków i media liczby 7, 10 czy 12 mln ofiar „są zawyżone, bo w zasadzie nie mają uzasadnienia demograficznego”.
Polski Instytut Pamięci Narodowej uważa, że wśród ofiar Wielkiego głodu było 40 000–60 000 Polaków, mieszkających głównie na radzieckiej Ukrainie. Według ukraińskiej gazety Den (luty 2007) w czasie Hołodomoru zmarło na Ukrainie 21 000 Polaków. O ich losach i losach ich sąsiadów mówi pamiętnik Polki z sowieckiego Podola – Zofii Pawłowskiej.

## Wybawcy ludzi od głodu

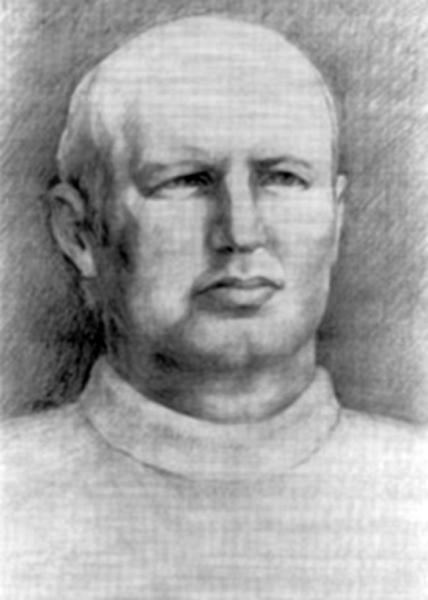
Wasyl Iwczuk, pośmiertnie odznaczony tytułem Bohatera Ukrainy

Ogólnie rzecz biorąc, ponieważ w ZSRR pomoc głodującym była nielegalna i w akcie oskarżenia kwalifikowano ją jako „sympatię dla wrogów ludu” por. Artykuł 58 kk RFSRR i jego odpowiedniki w kodeksach republik sowieckich, akcje charytatywne prowadzono tajnie, bez większego rozgłosu, ale na Ukrainie znanych jest co najmniej 144 różnych nazwisk bohaterów. Biografie niektórych z nich zachowały się w całości.

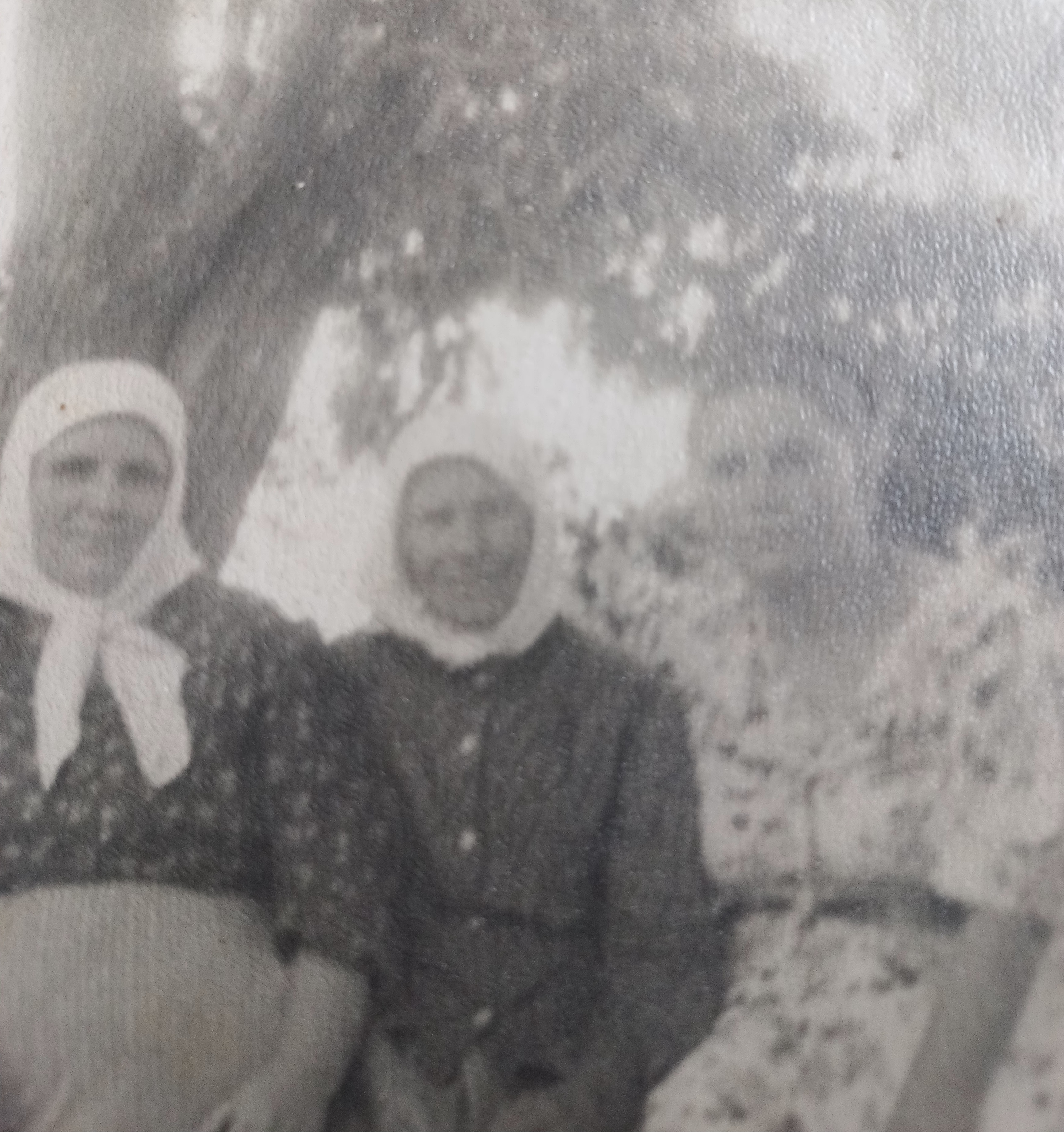
Łukja Staczenko (środek)

Wśród nich można wymienić biografię kobiety ze Znamjonki, Łukii Staczenki (29 sierpnia 1879 – 21 października 1973), która przeżyła wiele katastrof XX wieku i mimo zagrożenia życia ze strony OGPU uratowała kilka okolicznych wiosek, dzięki czemu śmiertelność była znacznie niższa niż na sąsiednich terenach.
Później, w latach 1941–1943, Lukia stawiała opór okupacji niemieckiej, pomagając partyzantom. Przez całe życie piekła chleb i znała stare przepisy na wypiek chleba z wszelkich roślin zielnych, a nawet z rozdrobnionej kory drzew, co pomagało ludziom w czasach, gdy reżim totalitarny zabierał ludziom wszystko, a miliony skazywał na śmierć.

## Relacje na temat Wielkiego Głodu

### Relacje zachodnich dziennikarzy i polityków
Fakt głodu był publicznie negowany przez władze sowieckie; wszelkie wypowiedzi na ten temat aż do upadku ZSRR były kwalifikowane w tym państwie jako przestępstwo „propagandy antyradzieckiej”. Władze ZSRR utajniły również wyniki spisu ludności w 1937 roku, ujawniające demograficzny aspekt Wielkiego Głodu. Zastosowano też aktywne środki dezinformacji wobec dziennikarzy zachodnich; o świadome ukrywanie faktów oskarża się obecnie wielu ówczesnych korespondentów w ZSRR (określanych jako tzw. użyteczni idioci). Najbardziej znanym zachodnim negacjonistą Wielkiego Głodu był Walter Duranty. Z Durantym polemizował walijski dziennikarz Gareth Jones – jeden z nielicznych obcokrajowców, którzy byli bezpośrednimi obserwatorami głodu. W roku 1933 na własny koszt przybył do Moskwy, gdzie lekceważąc zakaz podróży wsiadł 7 marca do pociągu do Charkowa, po czym wysiadł na przypadkowej stacyjce i z plecakiem pełnym żywności rozpoczął pieszą wędrówkę po wsiach Ukrainy, gdzie zastał „głód na kolosalną skalę”. Wszędzie, gdzie przybył, słyszał takie same wieści: „wszyscy spuchli z głodu” i „czekamy na śmierć”. Spał na klepiskach obok umierających dzieci i relacjonował swoje obserwacje. Do czerwca 1933 roku odwiedził trzykrotnie ZSRR i napisał wiele artykułów w brytyjskich i amerykańskich czasopismach. Otrzymał dożywotni zakaz wjazdu do ZSRR, zaś w 1935 roku został zamordowany w Mandżukuo w niewyjaśnionych okolicznościach, wskazujących na udział NKWD w zabójstwie.
Pomimo starań władz sowieckich, aby ukryć rozmiary katastrofy głodu, stała się ona znana za granicą dzięki publikacjom takich dziennikarzy jak: Gareth Jones, Malcolm Muggeridge, Ewald Ammende, Rhea Clyman, fotografiom wykonanym przez inżyniera Alexandra Wienerbergera i innym świadectwom. W odpowiedzi władze ZSRR rozpoczęły kampanię propagandową, mającą zaprzeczyć masowemu głodowi, polegającą na zapraszaniu do ZSRR znanych zachodnich autorytetów, np. sławnych pisarzy takich jak Bernard Shaw czy Herbert George Wells, którzy pojechali do ZSRR, a następnie złożyli oświadczenia, że głodu nie widzieli. Publicznie zaprzeczał Wielkiemu Głodowi m.in. premier Francji Édouard Herriot, obwożony przez władze sowieckie po wybranych i specjalnie przygotowanych miejscach Ukrainy.
Podczas niemieckiej okupacji Ukrainy władze okupacyjne zezwoliły na publikowanie w lokalnych gazetach artykułów o Hołodomorze i innych zbrodniach komunistycznych, ale jednocześnie nie chciały poświęcać nadmiernej uwagi temu zagadnieniu, aby uniknąć wzbudzania nastrojów narodowych. W 1942 roku Stepan Sosnowy, agronom z Charkowa, opublikował obszerne badania statystyczne dotyczące liczby ofiar Hołodomoru, zebranych na podstawie materiałów z sowieckich archiwów.
W okresie powojennym ukraińska diaspora rozpowszechniała informacje o Hołodomorze w Europie i Ameryce Północnej. Początkowo nastawienie opinii publicznej było dość ostrożne, ponieważ ludzie ci pochodzili z byłych terytoriów okupowanych, ale stopniowo ulegało zmianie w latach 50. XX wieku.

### Wielki Głód w relacjach polskich dyplomatów

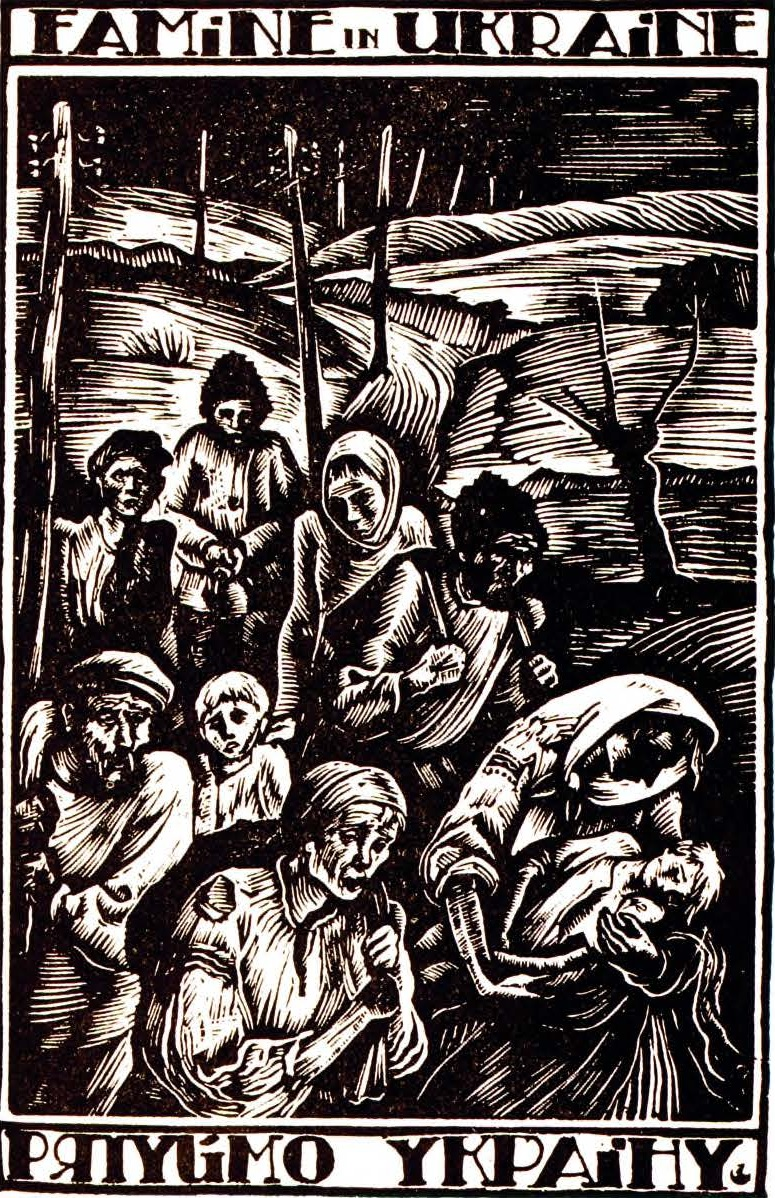
Głód na Ukrainie - Ratuj Ukrainę autorstwa Zofii Nalepińskiej-Bojczuk, 1935

Ważnym źródłem dla ukazania pełnej historii Hołodomoru są materiały archiwalne państw, które posiadały swoje przedstawicielstwa w ZSRR. Materiały brytyjskie, niemieckie i włoskie opublikowano już w 1988 roku. Podobne materiały polskie były nieznane do ostatnich czasów. Polska miała swoje konsulaty w Charkowie i Kijowie oraz poselstwo w Moskwie. Polscy dyplomaci, z których znaczna część pracowała dla wywiadu wojskowego II RP (Oddział II Sztabu Głównego WP), obszernie relacjonowali otaczającą ich rzeczywistość. Informację czerpali z własnych obserwacji miejsc pracy – Kijowa i Charkowa, z podróży służbowych, od petentów, a także z korespondencji, która dochodziła do konsulatów. Kierownik referatu „Wschód” w II Oddziale Sztabu Głównego tak opisywał sytuację na Ukrainie:

Głód na Ukrainie bardzo wielki. Wsie liczące ongiś 5–6 tysięcy ludności, zamieszkiwane są obecnie (15 czerw.) przez 20–30 rodzin. Z powodu braku ludzi do grzebania trupów w niektórych wsiach początkowo trupy były wrzucane do piwnic opustoszałych domów, a kiedy zabrakło ludzi trudniących się wrzucaniem trupów do piwnic, trupy leżały nie chowane przez dłuższy czas w domu. Na porządku dziennym trupów nie chowało się przez 3–4 dni. W związku z tym w niektórych, wymarłych prawie zupełnie wsiach, panuje smród nie do zniesienia.

## Upamiętnianie i ocena Wielkiego Głodu

### Ocena Hołodomoru jako ludobójstwa
| Państwa oficjalnie uznające Wielki Głód za ludobójstwo Państwa oficjalnie uznające je za akt zagłady Państwa, które nie uznały Wielkiego Głodu |

Stosunek państw do Wielkiego Głodu (2023):

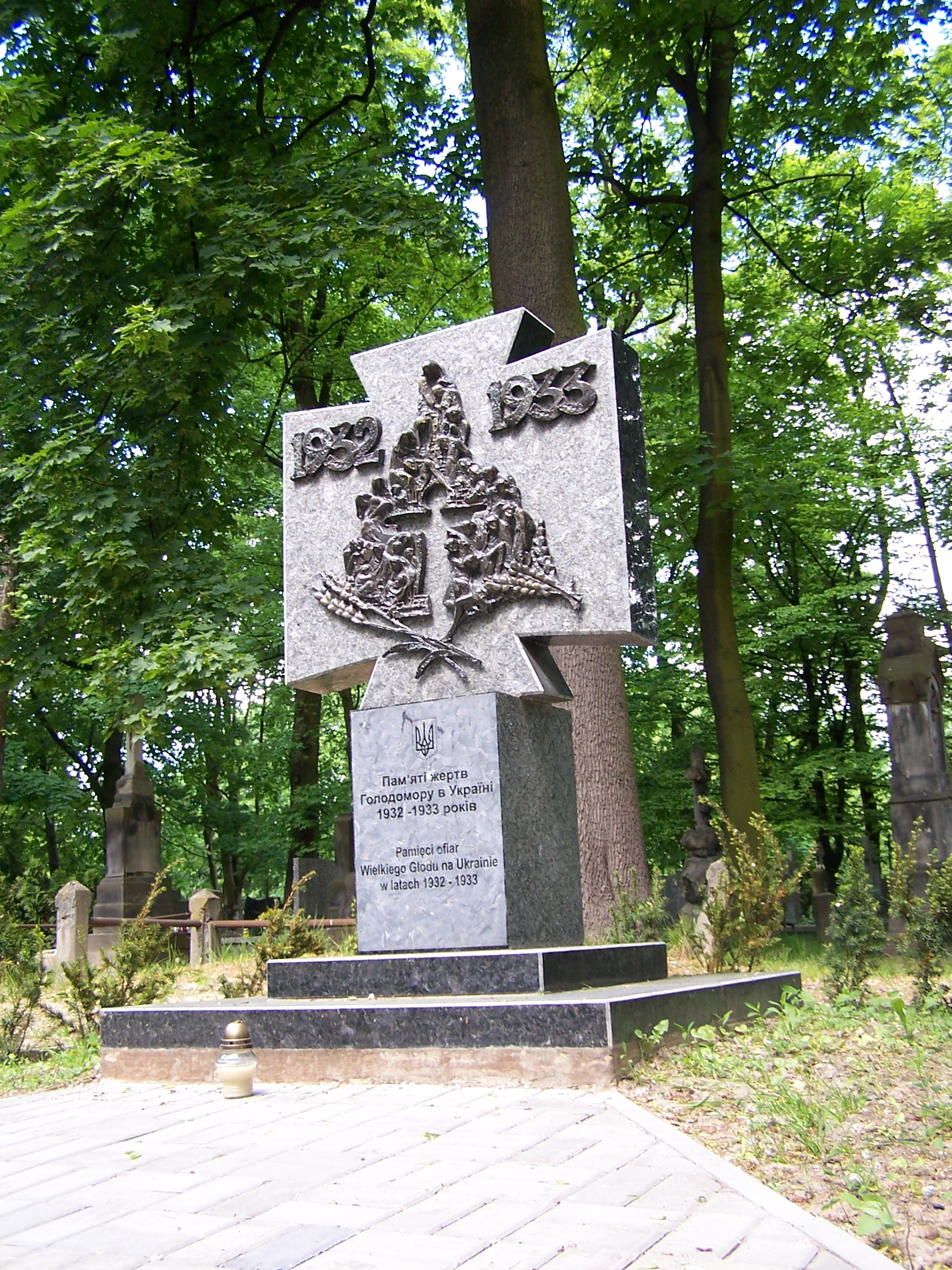
Pomnik ofiar Wielkiego Głodu na Woli w Warszawie

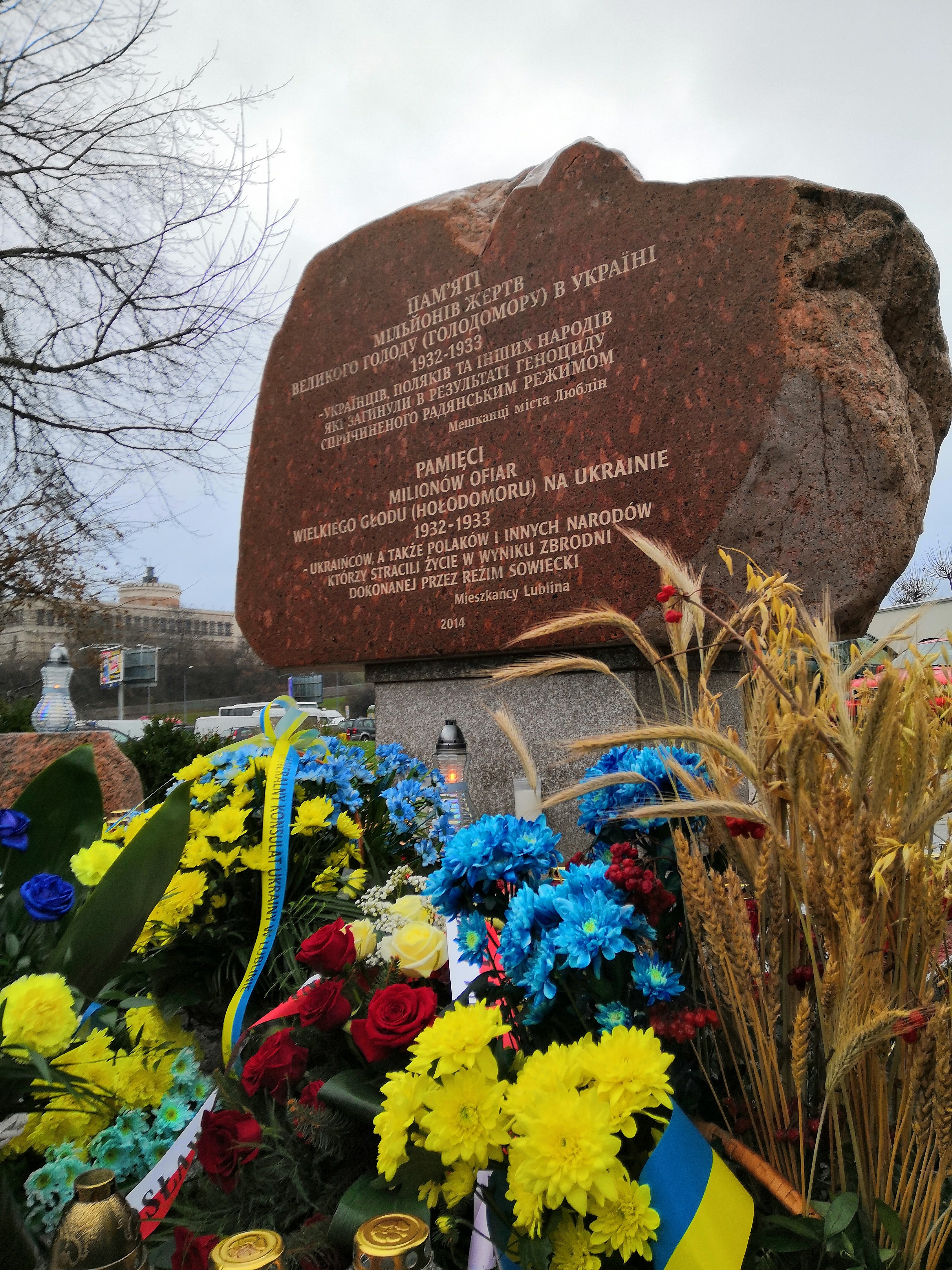
Pomnik ofiar Wielkiego Głodu w Lublinie

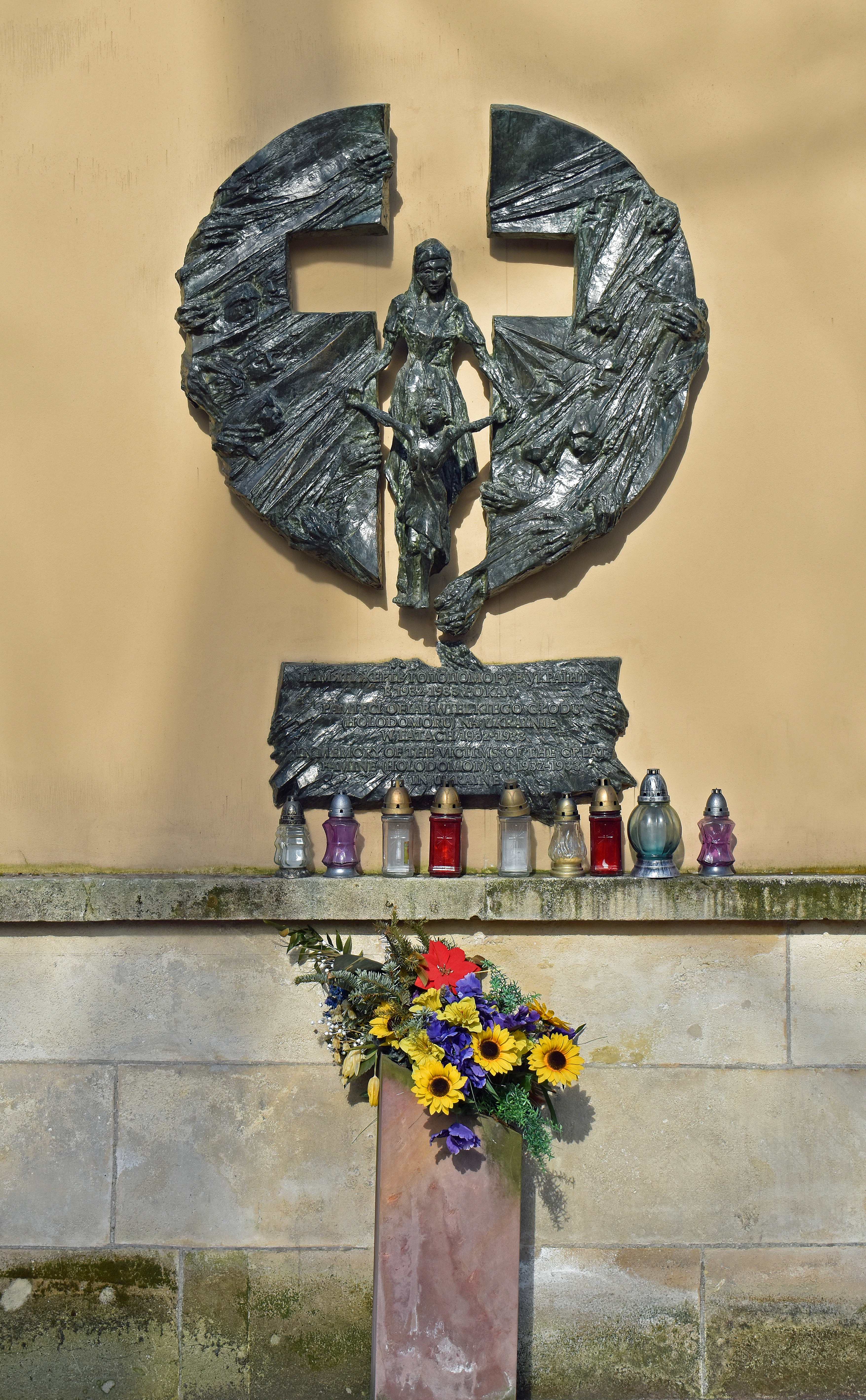
Pomnik ofiar Wielkiego Głodu na Plantach w Krakowie

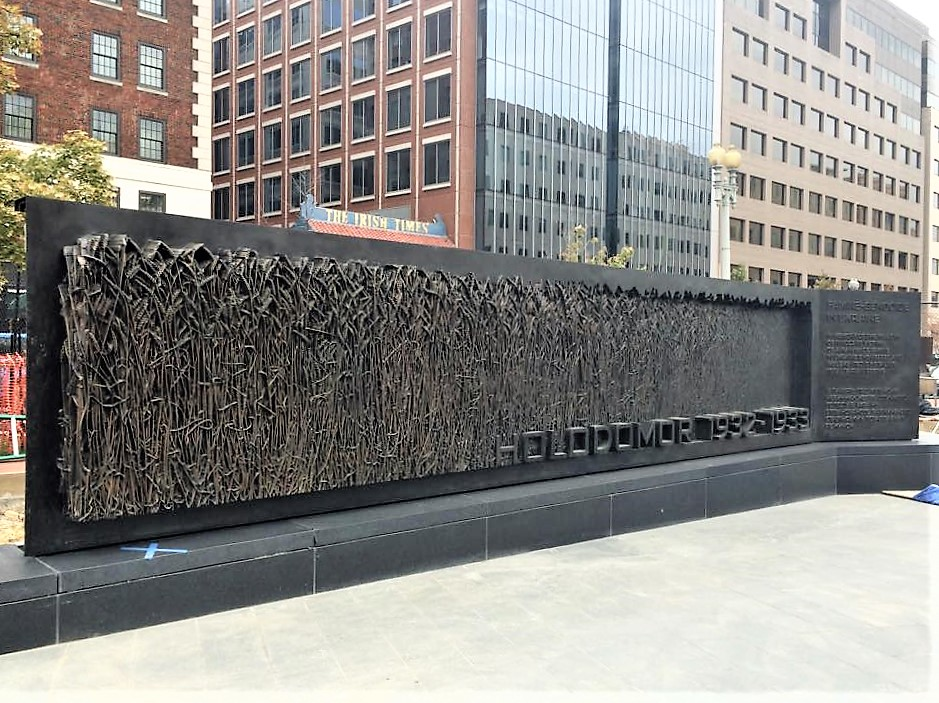
Pomnik ofiar Hołodomoru w Waszyngtonie

Rafał Lemkin, twórca koncepcji i definicji ludobójstwa, w wykładzie Sowieckie ludobójstwo na Ukrainie, wygłoszonym w nowojorskim Manhattan Centre w dwudziestą rocznicę Hołodomoru (1953), uznał sztucznie wywołany przez władze sowieckie głód na Ukrainie lat 1932–1933 za klasyczny przykład takiej zbrodni.
Państwa, których władze (rządy lub parlamenty) uznały Wielki Głód na Ukrainie za ludobójstwo (niepełna lista):
- Polska (uchwała Senatu RP z 16 marca 2006[35] i Sejmu RP z 6 grudnia 2006[36]),
- Ukraina 28 listopada 2006 roku
- Australia 30 października 2003 roku[37]
- Kanada 28 maja 2008 roku[38]
- Hiszpania 30 maja 2007 roku
- Gruzja 20 grudnia 2005 roku[39]
- Estonia
- Węgry 24 listopada 2003 roku[40]
- Litwa 24 listopada 2005 roku[41]
- Meksyk 19 lutego 2008 roku
- Niemcy 30 listopada 2022 roku[42]
- Paragwaj 25 października 2007 roku
- Łotwa 13 marca 2008 roku[43]
- Litwa
- Czechy 30 listopada 2007 roku
- Kolumbia 21 grudnia 2007 roku[44]
- Peru
- Portugalia
- Stany Zjednoczone
- Watykan

10 listopada 2003 roku dwadzieścia pięć państw świata, w tym Rosja, Ukraina oraz Stany Zjednoczone, wydało deklarację w związku z siedemdziesiątą rocznicą Wielkiego Głodu, w której oddano cześć ofiarom, rozciągając jednak pamięć także na ofiary głodu innych narodów Związku Radzieckiego tego okresu.
Według wypowiedzi przewodniczącego delegacji Rosji przy PACE dla agencji ITAR-TASS, Leonida Sluckiego, 16 grudnia 2009 Komisja do spraw politycznych przy Zgromadzeniu Parlamentarnym Rady Europy (PACE) odmówiła uznania poprawki do sprawozdania o głodzie w ZSRR w latach 30., która uznawała go za akt ludobójstwa wobec narodu ukraińskiego. Oficjalnego komunikatu w tej sprawie spodziewano się w styczniu 2010.
23 października 2008 roku Parlament Europejski po debacie poświęconej Wielkiemu Głodowi przyjął rezolucję stwierdzającą: Wielki Głód, sztucznie wywołany na Ukrainie w latach 1932–1933, jest wstrząsającą zbrodnią przeciwko ludności Ukrainy i przeciwko ludzkości.
3 października 2018 roku Senat USA w specjalnej rezolucji uznał, że Józef Stalin i jego otoczenie dokonali ludobójstwa na Ukraińcach w latach 1932–1933.

### Postrzeganie na Ukrainie

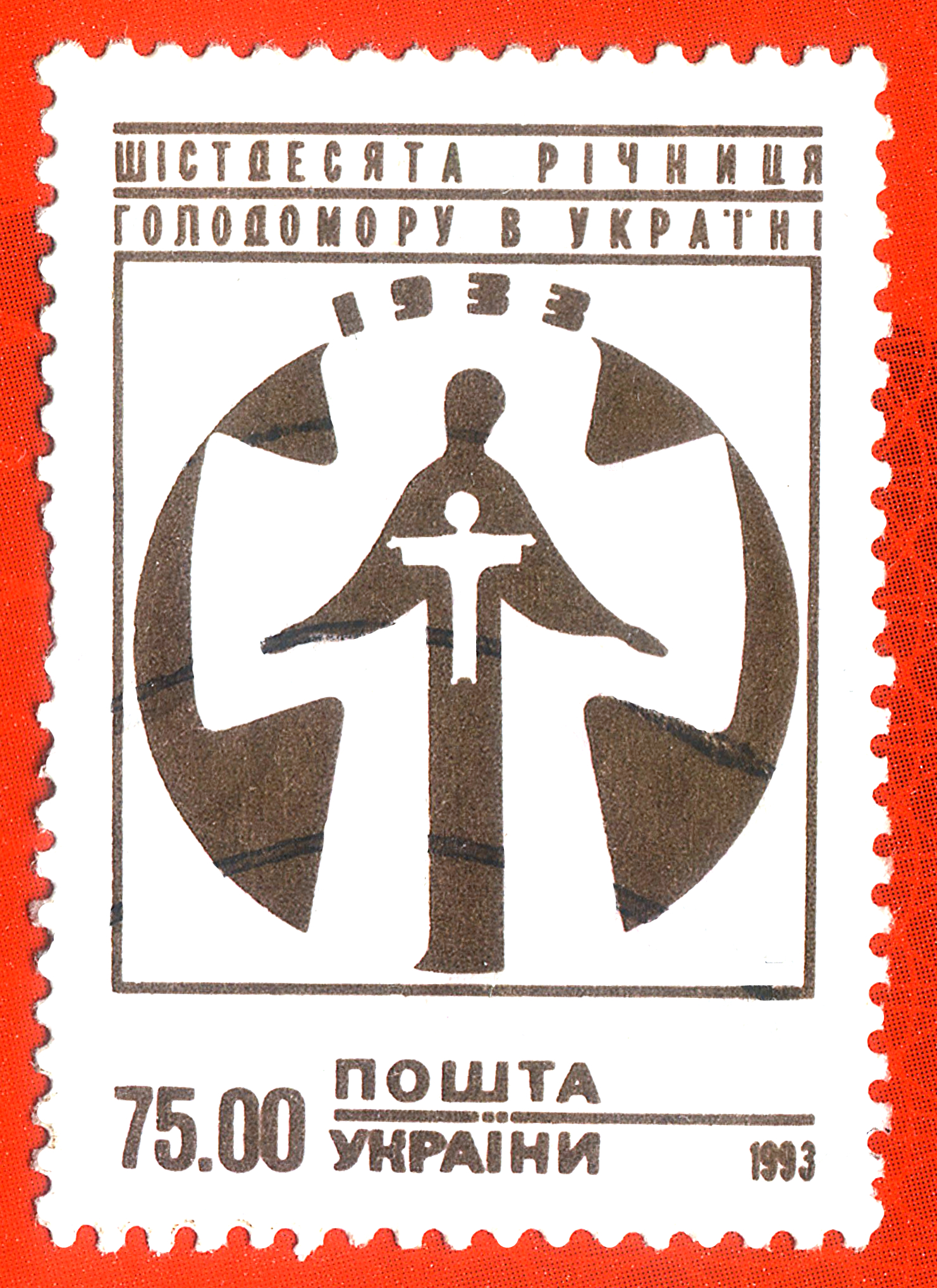
Emisja Poczty Ukrainy w 60 rocznicę Hołodomoru – 1993

Rząd ukraiński po uzyskaniu niepodległości w 1991 roku rozpoczął program edukacji młodzieży i przypominania o tej tragedii. Jest to odkrywanie historii Ukrainy na nowo po dziesiątkach lat ukrywania prawdy o tych wydarzeniach. Oprócz samej edukacji szkolnej organizowane są uroczystości pamięci ofiar Wielkiego Głodu czy też okazjonalne ekspozycje fotograficzne w większych miastach Ukrainy.
Od 1998 roku Dzień Pamięci Ofiar Wielkiego Głodu (od 2004 Dzień Pamięci Ofiar Wielkiego Głodu i Represji Politycznych) jest świętem państwowym Ukrainy obchodzonym corocznie w czwartą sobotę listopada. Święto zostało ustanowione dekretem prezydenta Leonida Kuczmy.
28 listopada 2006 roku Rada Najwyższa (parlament) Ukrainy przyjęła na wniosek prezydenta Wiktora Juszczenki ustawę uznającą Wielki Głód za zbrodnię ludobójstwa. Ustawę poparło 233 z 435 deputowanych obecnych na sali. „Za” głosowali członkowie prezydenckiego bloku Nasza Ukraina, frakcji BJuT-y Julii Tymoszenko i Socjalistycznej Partii Ołeksandra Moroza. Ustawy nie poparli komuniści i parlamentarzyści z prorosyjskiej Partii Regionów premiera Wiktora Janukowycza.
25 maja 2009 roku Służba Bezpieczeństwa Ukrainy wszczęła oficjalne śledztwo w sprawie Wielkiego Głodu 1932–1933 jako zbrodni ludobójstwa. Po zakończeniu śledztwa w listopadzie 2009, w styczniu 2010 roku Prokuratura Generalna Ukrainy skierowała do sądu akt oskarżenia. 13 stycznia 2010 roku Sąd Apelacyjny w Kijowie po rozpoznaniu sprawy uznał Józefa Stalina, Wiaczesława Mołotowa, Łazara Kaganowicza, Pawła Postyszewa, Stanisława Kosiora, Własa Czubara i Mendla Chatajewicza za winnych zbrodni ludobójstwa określonych w art. 442 § 1 kodeksu karnego Ukrainy i umorzył jednocześnie postępowanie karne w związku ze śmiercią oskarżonych.
13 stycznia 2013 roku sąd apelacyjny miasta Kijowa kwalifikował Wielki Głód na Ukrainie 1932–1933 jako zbrodnię ludobójstwa na narodzie ukraińskim. Sąd zgodził się z opinią Głównego Urzędu Śledczego Służby Bezpieczeństwa Ukrainy, która była wynikiem naukowo-demograficznej ekspertyzy sądowej, że bezpośrednim skutkiem zorganizowanego przez reżim komunistyczny ludobójstwa było zamorzenie głodem 3 mln 941 tys. osób.

### Stanowisko Rosji
Duma Federacji Rosyjskiej w rezolucji uchwalonej 2 kwietnia 2008 sprzeciwiła się uznaniu Wielkiego Głodu za zbrodnię ludobójstwa. Głosi ona, że głodu z lat 30. XX wieku nie należy uznawać za ludobójstwo ani wykorzystywać jako narzędzia politycznego. Dokument przyjęty przez Dumę Państwową, niższą izbę parlamentu, 370 głosami „za” przy 56 przeciwnych stwierdza:

Nie ma historycznego dowodu, że głód został wywołany według kryteriów etnicznych. Jego ofiarami padły miliony obywateli Związku Radzieckiego, reprezentujących różne narody i narodowości zamieszkujące głównie rolnicze obszary kraju. Ta tragedia nie ma – i nie może mieć – jakichkolwiek międzynarodowo uznanych cech ludobójstwa i nie powinna być wykorzystywana jako narzędzie we współczesnych dywagacjach politycznych

Rezolucję przyjęto w momencie, gdy prozachodnie kierownictwo Ukrainy zabiegało – ku zaniepokojeniu Rosji – o członkostwo w NATO.
Jedna z notatek dyplomatów amerykańskich, ujawnionych przez portal WikiLeaks w listopadzie 2010 wskazuje, że prezydent Rosji Miedwiediew miał powstrzymywać władze Azerbejdżanu przed uznaniem Wielkiego Głodu za zbrodnię ludobójstwa, grożąc zmianą stanowiska Rosji w sprawie Górskiego Karabachu.

### Stanowisko Polski
Senat Rzeczypospolitej Polskiej w obszernej uchwale oddał 16 marca 2006 roku hołd ofiarom Wielkiego Głodu i uznał go za akt ludobójstwa, wyrażając solidarność z narodem ukraińskim i jego wysiłkami dla upamiętnienia tej zbrodni:

Uchwała Senatu Rzeczypospolitej Polskiej z 16 marca 2006 w sprawie rocznicy Wielkiego Głodu na Ukrainie
W związku z obchodzoną na Ukrainie rocznicą Wielkiego Głodu, którego kulminacja przypadła na lata 1932–1933 i który pochłonął ponad 6 milionów udokumentowanych ofiar, Senat Rzeczypospolitej Polskiej pragnie w specjalnej uchwale wyrazić solidarność z narodem ukraińskim.
Senat Rzeczypospolitej Polskiej pragnie przypomnieć, że Wielki Głód „Hołodomor” został specjalnie wywołany przez rządzący Związkiem Sowieckim despotyczny reżim bolszewicki i miał doprowadzić do osłabienia i wyniszczenia narodu ukraińskiego, a tym samym stłumić jego dążenia do wolności i odbudowania własnego niepodległego państwa. (...)
Za zbrodnię Wielkiego Głodu ponosi winę system komunistycznej tyranii, lecz także konkretni ludzie, a przede wszystkim Józef Stalin, Lazar Kaganowicz, Wiaczesław Mołotow, Nikita Chruszczow oraz wykonawcy ich zbrodniczych rozkazów.
Biorąc powyższe pod uwagę, Senat Rzeczypospolitej Polskiej solidaryzuje się ze stanowiskiem ukraińskim, aby uznać Wielki Głód w latach 1932–1933 za zbrodnię ludobójstwa oraz wymienić odpowiedzialnych za tę zbrodnię zarówno głównych winowajców, jak również szeregowych wykonawców. Za śmierć milionów niewinnych ludzi odpowiadają także państwa, które kupowały w tym czasie od Związku Sowieckiego żywność, oraz dziennikarze, politycy i intelektualiści, którzy w tym czasie odwiedzali Ukrainę i nie tylko nie dostrzegli mającego miejsce powszechnego ludobójstwa, lecz kłamliwie zapewniali o bezpodstawności tego rodzaju oskarżeń. Do niechlubnej pamięci przeszły między innymi słowa zachodniego polityka: „Przejechałem Ukrainę. Ręczę wam, że widziałem ją podobną do przynoszącego obfite plony ogrodu”. Za tego rodzaju kłamstwa niektórzy dziennikarze otrzymywali prestiżowe międzynarodowe nagrody. Ten ponury rozdział cynizmu i serwilizmu powinien zostać dokładnie zbadany i opisany, a przyznane wówczas nagrody unieważnione.
Senat Rzeczypospolitej Polskiej oddaje hołd wszystkim pomordowanym w okresie Wielkiego Głodu na Ukrainie, a także tym nielicznym bohaterom, którzy często z bronią w ręku walczyli w obronie zagrożonego wyniszczeniem narodu, przeciwko komunistycznej tyranii, hipokryzji i zakłamaniu. Solidaryzujemy się z działaniami narodu ukraińskiego, a także prezydenta, parlamentu, rządu, organizacji samorządowych, środowisk kombatanckich upamiętniających tę tragedię, która jako ostrzeżenie przed totalitarną ideologią nigdy nie może zostać zapomniana.

Sejm Rzeczypospolitej Polskiej oddał 6 grudnia 2006 roku cześć ofiarom głodu oraz uznał Wielki Głód za akt ludobójstwa:

Uchwała Sejmu Rzeczypospolitej Polskiej z dnia 6 grudnia 2006 r. w sprawie uczczenia ofiar Wielkiego Głodu na Ukrainie
Sejm Rzeczypospolitej Polskiej, łącząc się w bólu z bliskimi ofiar Wielkiego Głodu na Ukrainie, który w latach 1932–1933 kosztował życie miliony mieszkańców ukraińskich wsi, potępia totalitarny reżim odpowiedzialny za to ludobójstwo.
Sejm Rzeczypospolitej Polskiej, wyrażając swoje najgłębsze współczucie obywatelom Ukrainy, pragnie dać wyraz nadziei, że pamięć o ofiarach tej zbrodni pozostanie przestrogą przed wszelkimi formami totalitaryzmu, który jakże boleśnie dotknął XX-wieczną Europę, w tym szczególnie Polaków i Ukraińców.

## Wielki Głód w literaturze
Tragedii Hołodomoru poświęcone są powieści: Ułasa Samczuka (Maria, ukr. Марія, 1934) i Wasilija Grossmana (Wszystko płynie..., ros. Всё тeчёт..., 1961).
W 1934 roku zlokalizowany w Warszawie Ukraiński Emigracyjny Komitet Pomocy Głodnej Ukrainie wydał książkę „Głód na Ukrainie i jego przyczyny” Gliba Lazarevskijego.
W 2018 roku ukazała się książka Czerwony Głód autorstwa Anne Applebaum poświęcona w całości tematowi Wielkiego Głodu.
W 2022 roku nakładem Wydawnictwa Kolegium Europy Wschodniej ukazała się książka Wasyla Barki „Żółty książę” w przekładzie Macieja Piotrowskiego.

## Wielki Głód w kinematografii
- Harvest of Despair (1984), reżyseria (film dokumentalny)
- Głód-33 (Holod-33) – film fabularny, prod. Ukraina, 1991 r. reżyseria Ołeś Janczuk,
- Przewodnik (Povodyr) – film fabularny, prod. Ukraina, 2013 r. reżyseria Ołeś Sanin,
- System (Child 44) – film fabularny na podstawie powieści Toma Robiego Smitha, 2015 r. reżyseria Daniel Espinosa
- Gorzkie żniwa (Bitter Harvest) – film fabularny, prod. Kanada, 2017 r. reżyseria George Mandeluk,
- Obywatel Jones – film fabularny, prod. Polska-Wielka Brytania-Ukraina, z 2019 roku w reżyserii Agnieszki Holland.